# Santee (Kalifornien)
Santee ist eine Stadt im San Diego County im US-Bundesstaat Kalifornien.
Das U.S. Census Bureau hat bei der Volkszählung 2020 eine Einwohnerzahl von 60.037 ermittelt. Sie gehört zur Metropolregion von San Diego. Über die California State Route 52 verfügt Santee über eine direkte mehrspurige Verbindung zur Interstate 5 nahe dem Pazifischen Ozean.

## Geschichte
Die Ureinwohner des Ortes sind die Kumeyaay-Indianer, die vor mehreren tausend Jahren eine Ortschaft an den Ufern des San Diego River errichteten. Die heutige Stadt wurde benannt nach Milton Santee, dem zweiten Mann von Jennie Blodgett, deren erster Ehemann der Farmpionier George A. Cowles war.

## Bevölkerungszahl
Laut Volkszählung vom 1. Januar 2006 betrug die Bevölkerungszahl 54.709 Einwohner. Bis 2010 fiel sie leicht auf 53.213 Bewohner, die sich auf folgende Ethnizitäten aufteilen: 44.083 (82,5 %) Weiße, 8699 (16,3 %) Hispanics, 2044 (3,8 %) Asiaten, 1057 (2 %) Afroamerikaner, 409 (0,8 %) Indianer, 253 (0,5 %) Pazifische Insulaner, 2677 (5 %) andere Rassen sowie 2890 (5,4 %) mit zwei oder mehr Ethnizitäten. Die Stadt umfasste 19.306 Haushalte mit 14.705 Familien mit einer durchschnittlichen Größe von 3,13 Personen. Das Durchschnittsalter lag bei 37,2 Jahren.

## Verkehrswesen
Die California State Route 52 verbindet Santee mit dem Stadtteil La Jolla im nordwestlichen San Diego. Darüber hinaus verlaufen vier große Durchgangsstraßen durch das Stadtgebiet: Der Mast Boulevard und die Mission Gorge Road als Ost-West-Verbindungen sowie Magnolia Avenue und die Cuyamaca Street als Nord-Süd-Verbindungen. Weiterhin ist Santee das nordöstliche Ende der Green Line des San Diego Metropolitan Transit System, die die Stadt mit der Downtown San Diegos verbindet.

## Bildungseinrichtungen
Santee liegt im Einzugsgebiet zweier Schuldistrikte, des Santee School District sowie des Grossmont Union High School District. Letzterer verfügt über zwei High Schools, die West Hills High School sowie die Santana High School. Im Stadtgebiet befinden sich neun Grundschulen, die in den letzten beiden Schuljahren der achtjährigen Schulausbildung als Mittelschulen fortgeführt werden.

## Freizeiteinrichtungen
Im Town Center Community Park befindet sich der Sportsplex USA Santee, ein 6,1 ha großer Sportkomplex. Dieser beinhaltet drei Felder für Softball, vier Baseballfelder, zwei Fußballfelder, Zuschauerränge sowie Restaurants. Die Santee Boulders sind Outdoor-Kletterwände, zudem gibt es die Möglichkeit, Mountainbike zu fahren. Der Santee Lakes Regional Park bietet Möglichkeiten zum Angeln, Campen, Picknicken und Vögel beobachten. Darüber hinaus besteht ein lokaler Golfplatz.
Jeden Sommer wird eine zehnwöchige Konzertreihe veranstaltet, der Eintritt zu den einzelnen Veranstaltungen ist frei. Zudem gibt es ein Santee Wine & Bluegrass Festival, das im Town Center stattfindet.